# Digital utställning
En digital utställning syftar på en utställning som integrerar digital multimediateknik i ett utställningssammanhang.  Dels kan en sådan utställning visas i själva museilokalen där interaktiva verktyg och digitala hjälpmedel används av besökare som en del i utställningskonceptet. Det kan också syfta på en utställning som utspelas och realiseras på en helt digital plattform eller i en virtuell verklighet. Det kan exempelvis handla om att tillgängliggöra konstverk i lättåtkomliga databaser, att konstruera digitala verk, att skapa hemsidor, utveckla tolkning och presentation genom digitala verktyg. Det kan också handla om webbaserade museievent och användning av sociala medier i utställningsverksamheten. En central tanke bakom digitaliseringen i utställningar är att aktivera besökare genom delaktighet och bidra till förändrade tolkningsperspektiv och medskapande.

## Bakgrund
Kulturpolitiken i mitten på 1970-talet hade ambitionen att i statlig regi demokratisera kulturen. Under 1980- och 1990-talet fick marknadsliberala idéer allt större inflytande över utvecklingen och kulturen började betraktas som en näring bland många andra där företagande och sysselsättning påverkade styrmedlen. Statens roll kom därmed att undermineras. Under 2000-talet har tendensen ökat. Dels som en del i att förhållandet mellan centralmakt, region och kommun har förskjutits till förmån för andra samverkansmodeller. Detta har fått konsekvenser för kulturutbudet och hur kulturpedagogiken bedrivs. Om staten tidigare varit den aktör som skapat ramarna för folkbildning och kulturell smak har näringspolitiken skapat förutsättningar för underhållning, upplevelse och delaktighet. Digitaliseringen av museerna är en del av detta och ett exempel på hur utställningar görs mer tillgängliga och attraktiva för besökarna. Digitaliseringen av musernas utställningar och det gemensamma kulturarvet har i Sverige sedan mitten på 1990-talet också varit en viktig fråga på regeringsnivå. I kulturpropositionen har det bland annat lyfts fram hur den digitala utvecklingen skapar avgörande möjligheter för bevarande och tillgänglighet och måste därmed förstås som en viktig resurs i ett demokratisk samhälle.

### Teknisk revolution
Digitala nätverk har suddat ut gränserna mellan det lokala och det globala och mellan utställningar, kuratorer och publik. När forskare siar om den digitala utvecklingen på museerna och utställningar handlar det om en förskjutning och omvärdering av begrepp och uppluckring av de etablerade rollerna.
Från det att det moderna museiväsendet föddes i Europa på mitten av 1800-talet har utvecklingen gått från att institutionerna varit strukturerade organisationer till att bli alltmer post-moderna fenomen. Tanken på museet som en fysisk byggnad är inte lika självklar när den digitala tekniken får allt större utrymme, snarare kanske ett museum bör betraktas som en process eller en upplevelse som förflyttas ut till de olika sorters rum och gemenskaper där den digitala tekniken skapar nya sammanhang.
Utvecklingen av digitala utställningar på museer går hand i hand med samhällsutvecklingen och hur tillgången till information och kunskap förändrats genom den moderna tekniken.Digitaliseringen har förändrat vanor hos befolkningen och ställt krav på anpassning efter behov och tillgänglighet och valfrihet. I praktiken har detta fått en avgörande betydelse för individers förhållande till kunskap och Information. Datorer, internet och smartphones har skapat ett helt nya förväntningar och krav på tillgång och delaktighet. I det postmoderna samhället har gränser allt mer suddats ut, professionella institutioner och traditionella medier har förlorat auktoritet när medborgare själva kan skapa och sprida innehåll.

## Digitalisering av kultur
Några exempel på medier som förmedlar digitala utställningar är bland annat Youtube som visar utställningar med hjälp av fotografier och film. Ett annat exempel är Flickr som 2008 lanserade ett samarbete mellan The Library of Congress och flera andra internationella museer. Projektet syfte var att öka den globala tillgängligheten till fotosamlingar och samtidigt möjliggöra för allmänheten att bidra till utställningen eftersom besökarna kunde ladda upp egna bilder.  I Sverige finns Digisam, en avdelning vid riksarkivet som samordnar digitalisering, digitalt bevarande och tillgängliggörandet av kulturarvet.
Den digitala tekniken upptar också allt större utrymme i museernas lokaler. Inspirationen kommer bland annat från den växande trenden med digitala konstinstallationer. Digitala sensorer, rörliga skärmar, kameror, Ipads och touchscreens är några av de hjälpmedel som används för att skapa interaktiva miljöer och levande moment där besökaren är en del av utställningen.

### Kritiska röster
Kritiken som riktas mot de upplevelsebaserade och alltmer interaktiva inslagen i utställningar handlar om risken för att museikulturen håller på att övergå till en spektakelkultur. Det uttrycks farhågor för vad som händer när man frångår autenticitet och bildning. Risken finns människor alieneras från verkligheten när föremålens betydelse förskjuts. Istället för att bli en länk till kunskap blir den en möjlighet till upplevelse.